# Покрајина Гранма
Гранма је покрајина у Куби. Главни град покрајине је Бајамо. Поред Бајама, у овој покрајини се налазе и градови Манзаниљо и Пилон.

## Историја
Покрајина је добила име по бродићу Гранма, којим су Че Гевара и Фидел Кастро допловили до Кубе са својих 82 партизана 1956. године, када је почео други талас њихове побједничке револуције. Американац који им је продао бродић му је наводно дао име по својој баби (на енглеском „гранма“ значи баба, бака). Бродић је касније постао један од симбола револуције.
Покрајина Гранма је препуна споменика револуције и кубанских ратова за независност, попут записа у брдима гдје се 1959. године водила битка против Батистиног режима. Недавно је ураган уништио простор гдје се налазио Кастров командни штаб у Ла Плати. Ту су и бројни напуштени рудници злата, сребра и мангана.

## Економија
У брдовитим дијеловима покрајине се узгаја кафа, и током жетве се уз пут могу срести војни одреди који контролишу да се кафа испоручи у владине магацине а не на црно тржиште.

## Општине
| Општина        | Становништво (2004) | Површина (²) | Положај               | Примједбе             |
| -------------- | ------------------- | ------------ | --------------------- | --------------------- |
| Бартоломе Масо | 53.024              | 629          | 20°10'7"С 76°56'33"З  |                       |
| Бајамо         | 222.118             | 918          | 20°22'54"С 76°38'33"З | Главни град покрајине |
| Буеј Ариба     | 31.327              | 452          | 20°10'25"С 76°44'57"З |                       |
| Кампечуела     | 46.092              | 577          | 20°14'0"С 77°16'44"З  |                       |
| Кауто Кристо   | 21.159              | 550          | 20°33'44"С 76°28'10"З |                       |
| Гвиса          | 50.923              | 596          | 20°15'40"С 76°32'17"З |                       |
| Хигвани        | 60.320              | 646          | 20°22'24"С 76°25'20"З |                       |
| Манзаниљо      | 130.789             | 498          | 20°20'23"С 77°06'31"З |                       |
| Медија Луна    | 35.330              | 376          | 20°08'40"С 77°26'10"З |                       |
| Никеро         | 41.252              | 582          | 20°02'50"С 77°34'41"З |                       |
| Пилон          | 29.751              | 462          | 19°54'20"С 77°19'15"З |                       |
| Рио Кауто      | 47.833              | 1.500        | 20°33'50"С 76°55'2"З  |                       |
| Јара           | 59.415              | 576          | 20°16'37"С 76°56'49"З |                       |

Извор: попис становништва из 2004. Површина општина из 1976.

## Демографија
По попису становништва из 2004. године, покрајина Гранма је имала 829.333 становника. Са укупном површином од 8375,49 km², ова покрајина има густину насељености 99,0 становника по квадратном километру.